# William Reynolds (monteur)
Pour les articles homonymes, voir William Reynolds et Reynolds.
William Reynolds est un monteur américain, né le 14 juin 1910 à Elmira, et mort le 16 juillet 1997 à South Pasadena (États-Unis).

## Filmographie
- 1937 : 52nd Street (en) de Harold Young
- 1938 : Casbah (Algiers) de John Cromwell
- 1941 : Ainsi finit notre nuit (So Ends Our Night) de John Cromwell
- 1942 : La Péniche de l'amour (Moontide) de Archie Mayo
- 1947 : Carnival in Costa Rica (en) de Gregory Ratoff
- 1948 : Choisie entre toutes (You Were Meant for Me) de Lloyd Bacon
- 1948 : Broadway mon amour (Give My Regards to Broadway) de Lloyd Bacon
- 1948 : La Dernière Rafale (The Street with No Name) de William Keighley
- 1949 : Mother Is a Freshman de Lloyd Bacon
- 1949 : Les Sœurs casse-cou (Come to the Stable) de Henry Koster
- 1950 : La Ville écartelée (The Big Lift) de George Seaton
- 1950 : Okinawa (Halls of Montezuma) de Lewis Milestone
- 1951 : Les Hommes-grenouilles (The Frogmen) de Lloyd Bacon
- 1951 : Le Temps des cerises (Take Care of My Little Girl) de Jean Negulesco
- 1951 : Le Jour où la Terre s'arrêta (The Day the Earth Stood Still) de Robert Wise
- 1952 : Duel dans la forêt (Red Skies of Montana) de Joseph M. Newman
- 1952 : The Outcasts of Poker Flat de Joseph M. Newman
- 1953 : The Kid from Left Field d'Harmon Jones
- 1953 : Meurtre à bord (Dangerous Crossing) de Joseph M. Newman
- 1953 : Tempête sous la mer (Beneath the 12-Mile Reef) de Robert D. Webb
- 1954 : La Fontaine des amours (Three Coins in the Fountain) de Jean Negulesco
- 1954 : Désirée d'Henry Koster
- 1955 : Papa longues jambes (Daddy Long Legs) de Jean Negulesco
- 1955 : La Colline de l'adieu d'Henry King
- 1955 : Bonjour Miss Dove (Good Morning, Miss Dove) d'Henry Koster
- 1956 : Carousel de Henry King
- 1956 : Arrêt d'autobus (Bus Stop) de Joshua Logan
- 1957 : La Chute des héros (Time Limit) de Karl Malden
- 1958 : Le Temps de la peur (In Love and War) de Philip Dunne
- 1959 : Le Génie du mal (Compulsion) de Richard Fleischer
- 1959 : Blue-jeans (Blue Denim) de Philip Dunne
- 1959 : Un matin comme les autres (Beloved Infidel) de Henry King
- 1960 : Le Fleuve sauvage (Wild River) d'Elia Kazan
- 1961 : Fanny de Joshua Logan
- 1962 : Tendre est la nuit (Tender Is the Night) de Henry King
- 1962 : Taras Bulba de J. Lee Thompson
- 1963 : Les Rois du soleil (Kings of the Sun) de J. Lee Thompson
- 1964 : Ensign Pulver de Joshua Logan
- 1965 : La Mélodie du bonheur (The Sound of Music) de Robert Wise
- 1966 : Notre homme Flint (Our Man Flint) de Daniel Mann
- 1966 : La Canonnière du Yang-Tse (The Sand Pebbles) de Robert Wise
- 1968 : Star! de Robert Wise
- 1969 : Hello, Dolly ! de Gene Kelly
- 1970 : L'Insurgé (The Great White Hope) de Martin Ritt
- 1971 : What's the Matter with Helen? de Curtis Harrington
- 1972 : Le Parrain (The Godfather) de Francis Ford Coppola
- 1973 : Brève rencontre à Paris (Two People) de Robert Wise
- 1973 : L'Arnaque (The Sting) de George Roy Hill
- 1975 : La Kermesse des aigles (The Great Waldo Pepper) de George Roy Hill
- 1975 : El Pistolero (The Master Gunfighter) de Tom Laughlin
- 1976 : The Entertainer (TV)
- 1977 : Le Tournant de la vie (The Turning Point) de Herbert Ross
- 1979 : Old Boyfriends (en)
- 1979 : I love you, je t'aime (A Little Romance) de George Roy Hill
- 1980 : Nijinski de Herbert Ross
- 1980 : La Porte du Paradis (Heaven's Gate) de Michael Cimino
- 1982 : Making love, d'Arthur Hiller
- 1982 : Avec les compliments de l'auteur (Author! Author!) de Arthur Hiller
- 1983 : Barbe d'or et les pirates (Yellowbeard) de Mel Damski
- 1984 : Manhattan Solo (The Lonely Guy) de Arthur Hiller
- 1984 : La Petite fille au tambour (The Little Drummer Girl) de George Roy Hill
- 1986 : Pirates de Roman Polanski
- 1987 : Ishtar de Elaine May
- 1987 : Dancers (en) d'Herbert Ross
- 1988 : A New Life (en) d'Alan Alda
- 1989 : East side story (Rooftops) de Robert Wise
- 1990 : Tes affaires sont mes affaires (en) (Taking Care of Business) d'Arthur Hiller
- 1992 : Newsies de Kenny Ortega
- 1993 : Gypsy (TV)
- 1996 : Otages en balade (en) (Carpool) d'Arthur Hiller

## Récompenses et distinctions
- Oscar du meilleur montage en 1965 pour La Mélodie du bonheur.
- Oscar du meilleur montage en 1973 pour L'Arnaque.